# Metasia parallelalis
Metasia parallelalis là một loài bướm đêm trong họ Crambidae.